# Camponotus vagus
Camponotus vagus é uma espécie de inseto do gênero Camponotus, pertencente à família Formicidae.